# Nicole Billa
Nicole Billa (Kufstein, 1996. március 5. –) osztrák válogatott labdarúgó, aki jelenleg a német TSG Hoffenheim játékosa.

## Pályafutása

### Klubcsapatban
A labdarúgással öt évesen került először kapcsolatba és 2003 nyarán csatlakozott a szülővárosának klubjához az SV Angerberghez. 15 éves koráig a korosztályos fiúcsapatokban játszott, ezután került a női szakághoz.
2010-ben az innsbrucki Wackerhez igazolt és ez év novemberében debütált az ÖFB Kupában mindössze 14 évesen. 
2011 márciusától rendszeresen szerepelt a Bundesligában és 2012-ben kupadöntőt játszott a SV Neulengbach ellen. A mérkőzést 0:4 arányban elveszítették, azonban a rivális FSK St. Pölten felfigyelt rá és a következő szezont már Alsó-Ausztriában kezdte.
2014-ben ezüstérmet szerzett a bajnokságban új csapatával, megnyerte az ÖFB kupát, ráadásként pedig 24 találattal Nina Burger előtt végzett a góllövőlistán és 8 gólt jegyzett a kupában, így a bajnokságban és a kupában is gólkirálynői címet is szerzett.
A Bajnokok Ligájában is bemutatkozhatott és az olasz Torres ellen két gólt szerzett.
2015. május 11-én a német Bundesliga egyik élcsapatához a TSG Hoffenheim együtteséhez szerződött.

### A válogatottban
2011-ben behívták az U17-es válogatottba és részt vett a 2012-es valamint a 2013-as Európa-bajnokságok selejtezőiben.
2014-ben az U19-es csapat támadójaként szintén a selejtezőkig jutott, közben pedig 2013. október 26-án első alkalommal öltötte magára a felnőtt csapat mezét Magyarország ellen.
2014. június 19-én két góllal vette ki részét a Kazahsztán elleni 3-0-ás győzelemből.
Norvégia mögött a második helyen végeztek a 2017-es EB-selejtezőn és bejutottak a kontinensviadalra.
Még ebben az esztendőben megnyerte válogatottal a Ciprus-kupa küzdelmeit és az elődöntőig jutottak az Európa-bajnokságon.

## Egyéb
A labdarúgás mellett Billa háromszoros junior kick-box világ- és Európa-bajnoknak vallhatja magát.

## Sikerei, díjai

### Klubcsapatokban
Osztrák kupagyőztes (1):
- SKN St. Pölten: 2014

Osztrák bajnoki ezüstérmes (1):
- SKN St. Pölten: 2014

### A válogatottban
Ausztria
- Ciprus-kupa aranyérmes: 2016[5]